# Péage de Saint-Arnoult

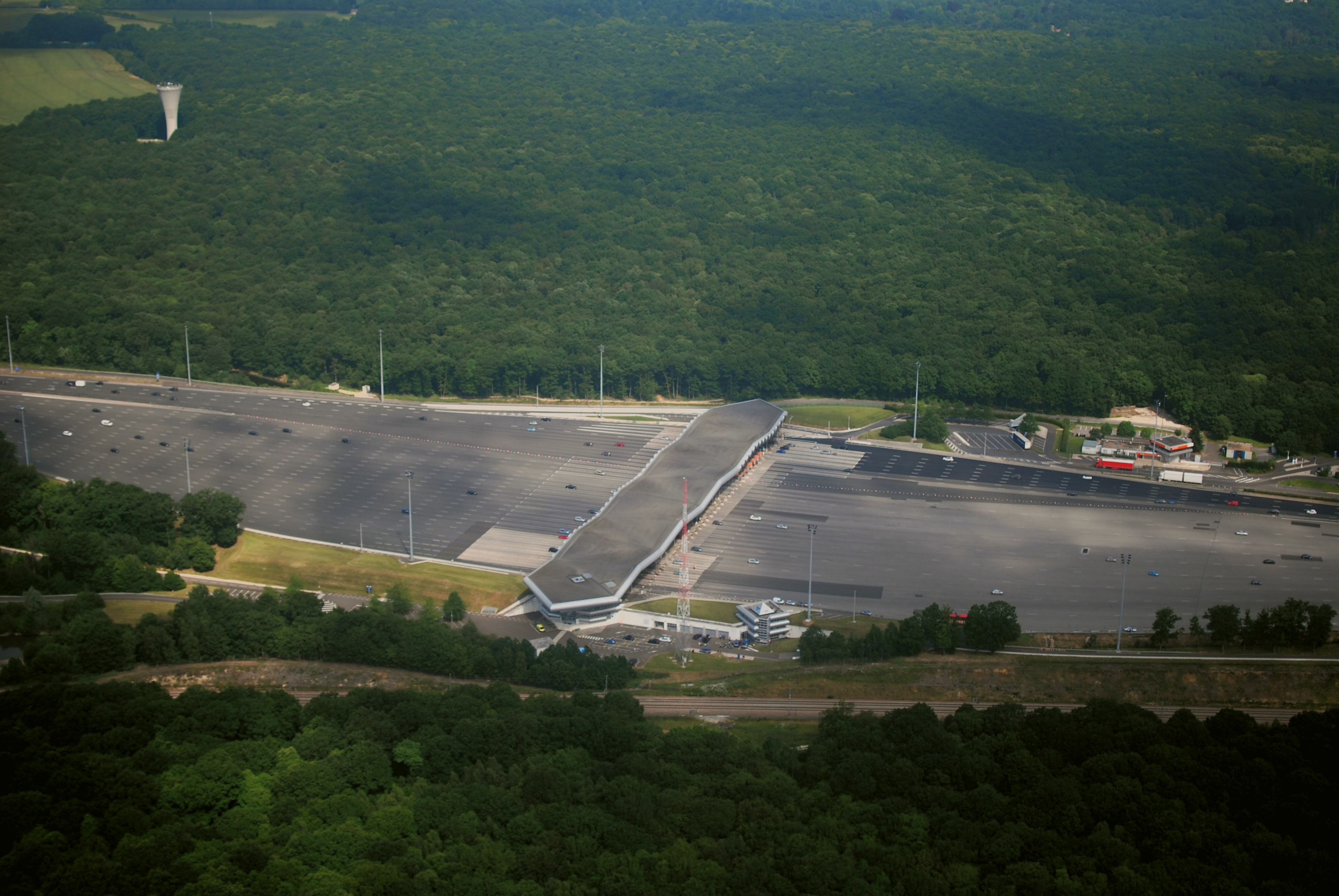
Vue aérienne du péage avec au premier plan de l'autoroute, la LGV Atlantique.

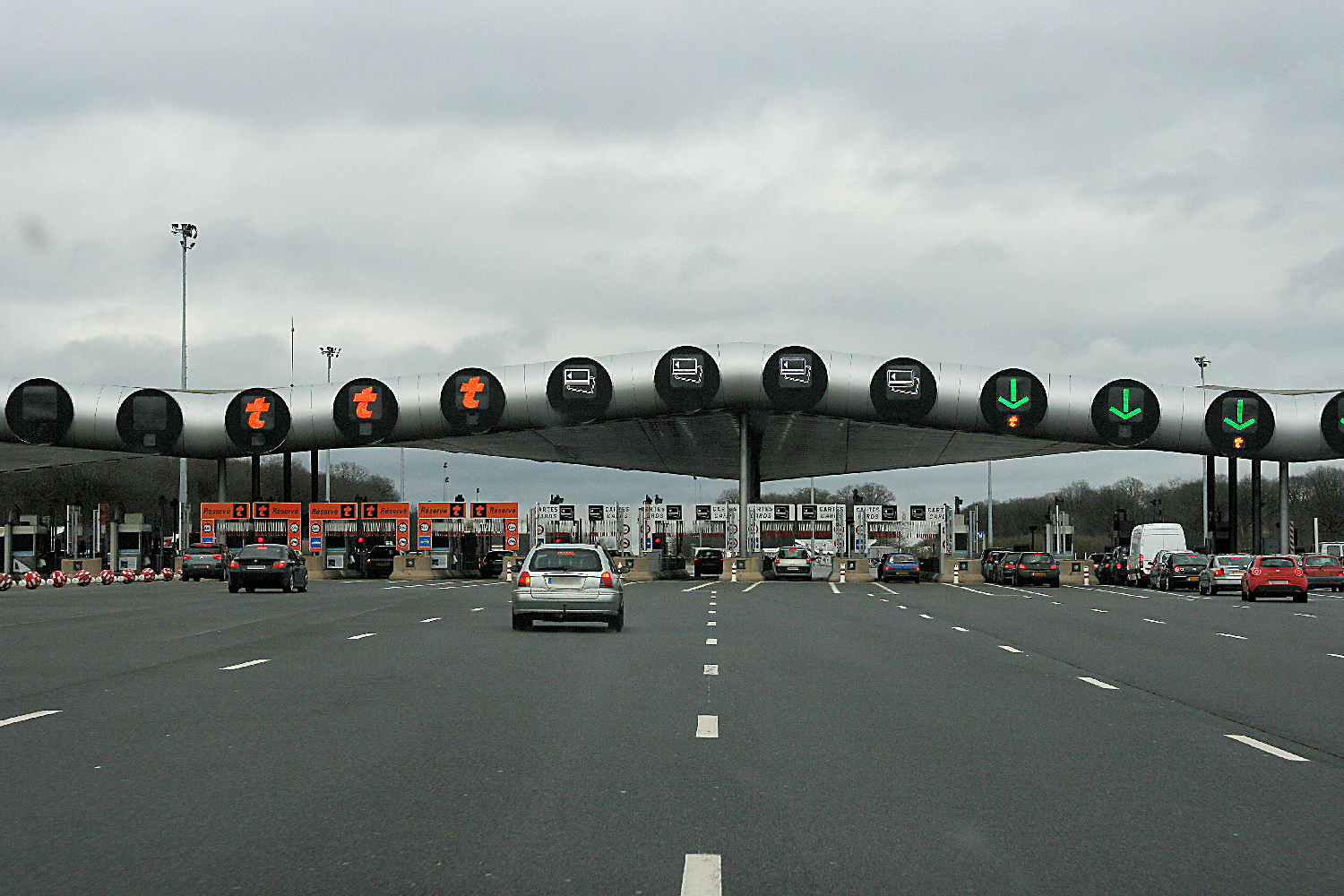
Arrivée au péage.

Le péage de Saint-Arnoult, en version longue la barrière de péage de Saint-Arnoult, est un péage mis en service en 1972 sur l'A10, autoroute française qui relie Paris à la côte Atlantique. Situé sur le territoire de la commune de Saint-Arnoult-en-Yvelines, il est exploité par Cofiroute, la société de Vinci Autoroutes à laquelle l'A10 est concédée. Il avait, en 2009, la capacité la plus importante d'Europe d'après Cofiroute, mais est depuis dépassé par celui de Vienne - Reventin, au sud de Lyon, sur l'A7.

## Histoire
Le péage de Saint-Arnoult est mis en service le 30 octobre 1972 avec 20 voies. Il est ensuite remplacé par de nouvelles installations de l'architecte Michel Herbert inaugurées en 1994.
En 2011, Cofiroute est autorisé à construire deux voies de télépéage sans arrêt. Le péage est aujourd'hui composé de 39 voies de passage et fait travailler une centaine de personnes.

## Trafic
Dans les journées les plus chargées de l'année, en 2014, plus de 131 000 véhicules passent chaque jour au péage et 80 000 en temps normal. Le maximum quotidien est évalué à 160 000 en 2014.
Dans la nuit du 4 au 5 janvier 2003, environ 60 000 véhicules sont pris au piège pendant des heures à hauteur du péage, dans un embouteillage causé par de fortes chutes de neige.

## Localisation
Le péage de Saint-Arnoult est situé au sud-ouest du territoire de la commune de Saint-Arnoult-en-Yvelines, en lisière de la forêt de Dourdan. Il se trouve au kilomètre 24 de l'A10, à 2 km au nord-est de sa bifurcation avec l'A11. Le poste central d'information de Cofiroute est situé à proximité du péage,,.
De nombreux employés de Cofiroute habitent ainsi à Ponthévrard (près de la bifurcation A10-A11) du fait de sa proximité avec le péage.

## Postérité
En 2008, lors du week-end de Pentecôte qui est l'un de ceux où le trafic est le plus intense, Stéphane Rybojad et Thierry Marro y réalisent un reportage vidéo de 52 minutes intitulé « Transit : l'autoroute ».
Le 26 mars 2014, Sophie Calle y passe une nuit dans la cabine no 7. Les automobilistes étaient au préalable invités par les panneaux à messages variables à répondre à des questions telles que « Où pourriez-vous m'emmener ? », « Faites-moi voyager et je vous offre le péage », et l'artiste recueillait leurs réponses. Ce travail fait partie de l'exposition S'il y a lieu je pars avec vous en septembre et octobre 2014 au Bal, à Paris, qui donne lieu à un beau-livre,,.

## Carte
- Réseau autoroutier
- Péage de Saint-Arnoult et A10